# Alexandra Poppová
Alexandra Poppová-Höppeová (* 6. dubna 1991) je německá fotbalistka, která hraje jako útočník za ženský tým Wolfsburgu. Dvakrát se stala německou fotbalistkou roku (v letech 2014 a 2016). V únoru 2019 byla jmenována kapitánkou reprezentace. Je olympijskou vítězkou z roku 2016, v roce 2024 získala bronz.

## Klubová kariéra
V roce 2008 přestoupila do Duisburgu po tříletém působení v 1. FFC Recklinghausen. Nabídku dostala i od Olympique Lyon, tu ale odmítla. V Bundeslize debutovala v roce 2008 proti Herforderu. O tři týdny později dvakrát skórovala v zápase s TSV Crailsheim (výhra 8:0). Ve své první sezóně vyhrála Německý pohár a Pohár UEFA. Dosáhla také stříbrné Fritz Walter Medal. Další sezónu vyhrála znovu Německý pohár a dopomohla týmu k 2. místu v Bundeslize. V sezóně 2010/2011 měl klub problémy se zraněními, proto většinu zápasů hrála na postu levého obránce.
V sezóně 2012/2013 přestoupila se svou spoluhráčkou Luisou Wensingovou do Wolfsburgu. Ve své první sezóně vyhrála Německý pohár, Bundesligu i Ligu mistrů. O rok později Wolfsburg titul v Lize mistrů obhájil, vyhrál také znovu Německý pohár a po posledním kole Bundesligy s Frankfurtem, kde Poppová vstřelila ve 89. minutě vítězný gól, i Bundesligu.